# Caso de la familia Ferrari

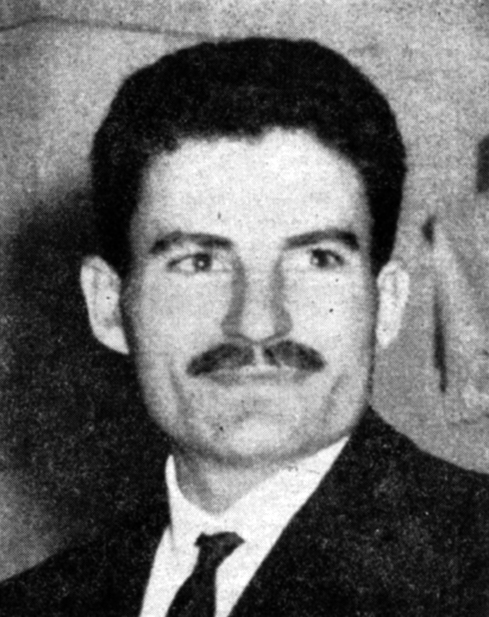
Gerardo Ferrari, sacerdote tercermundista cuya muerte en un enfrentamiento con la policía fue el preludio de la persecución a la familia

Por Caso de la familia Ferrari se conoce la persecución y represión sufrida por distintos integrantes de esta familia de Rosario durante el terrorismo de Estado en Argentina en la década de 1970.

## Gerardo Ferrari
Gerardo María Ferrari había nacido en 1943 y concluyó sus estudios sacerdotales a los 23 años y le fue negado por el Obispo ser sacerdote obrero por lo que no llegó a ser sacerdote. Su obra principal la realizó en la Bajada Cepeda, junto a un grupo de universitarios, logrando trasladar la población de 45 familias a un lugar mejor con mejores casas, agua y escuela.
En 1966 se trasladó a Avellaneda, siempre esperanzado en ser sacerdote obrero. Trabajó en varias fábricas, dedicando sus horas libres y pocos recursos a ayudar a los más pobres que él. Se integró al sacerdote tercermundista y en la Fuerzas Armadas Peronistas y en 1969 se casó y al ir a un encuentro murió en un enfrentamiento con la policía sólo un mes después.  La prensa de la época lo consideró un delincuente común y por razones de seguridad las FAP sólo hicieron conocer su condición de militante tiempo después.
Su hermano José María Ferrari también era cura tercermundista y perteneció al grupo perseguido por el Ejército y con colaboración de la Iglesia en Rosario, junto con Juan Carlos Arroyo, Santiago Mac Guire y Néstor García.

## La persecución a la familia

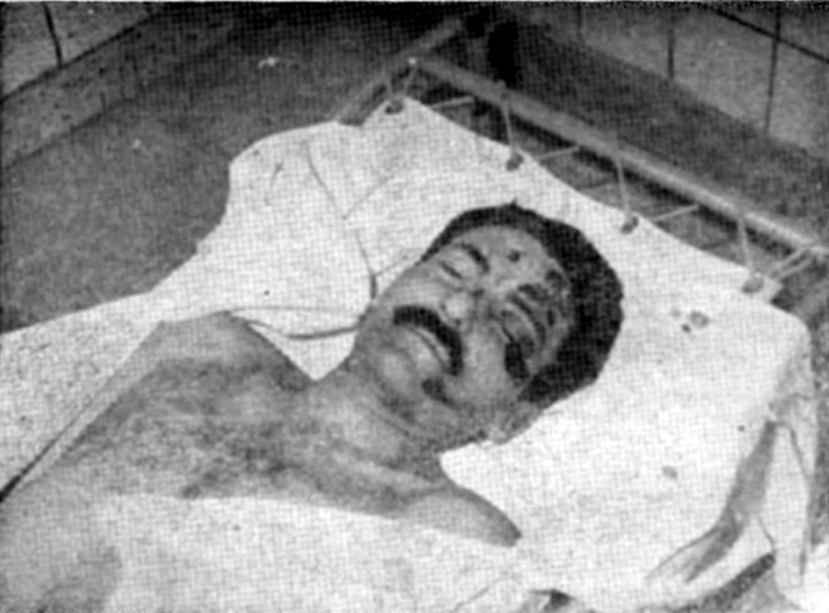
Cadáver de Gerardo Ferrari, luego que enfrentara a balazos a la policía

Después de la muerte de Gerardo la casa de sus padres fue dos veces allanada por ejército y policía. Su padre y madre fueron detenidos junto a uno de sus hermanos de 14 años. Sus suegros sufrieron un hostigamiento similar de los represores. Una cuñada, Gloria Fernández, se encuentra desaparecida.

### Testimonios
Al ver el documento de Ana Ferrari luego de su secuestro, el represor Raúl Guzmán Alfaro le dijo: 

"Así que vos sos una Ferrari, a vos y a toda tu familia los vamos a hacer mierda"'

Ana Ferrari estaba en el Servicio de Informaciones cuando Agustín Feced llegó a verla, y le pegó. Una trompada por su madre, otra por su hermano muerto, otra por su hermano Pepe. Ana es la número 11 de 12 hermanos. "Tengo una familia numerosa, así que ligué mucho", dijo.

### Allanamientos y secuestros
En 1970, el propio Agustín Feced allanó la casa de Ana Ferrari -hermana de Gerardo y entonces una niña de 12 años- y le dio una trompada. Ana se mudó a una villa cuando era adolescente, en lo que se conocía como la opción por los pobres. Allí participó en tareas como la construcción de un dispensario, o los reclamos de cloacas. En junio de 1976, sus padres Orfel Juan Ferrari e Inés F. Viglione y su hermano de 14 años fueron secuestrados, y estuvieron en el Servicio de Informaciones. A Ana y su compañero, Manolo Fernández, los llevaron el 15 de octubre de 1976, a la casa de una abuela. Ana tenía un bebé de nombre Gerardo y había dejado su militancia política. La separaron de su hijo, al que amamantaba. Cuando la torturaban, le salía leche de los pechos. En una de las sesiones de tortura participó el propio Feced. 
Apenas llegaron a la casa de su abuela, Ana (18 años) levantó a su bebé del moisés, pero uno de los represores le tironeaba sus piernas. Aun así, siguió. Un policía vestido de marrón le prometió cuidar que a su bebé no le hicieran nada durante el allanamiento, y cumplió. Guzmán Alfaro y otro integrante de la patota, apodado Kuriaki, la llevaron a una pieza, le metieron una pistola en la vagina y le dijeron que iba a morir de esa manera. Después, la vendaron con una sábana que ella misma había hecho para su bebé.

## El cautiverio de Ana

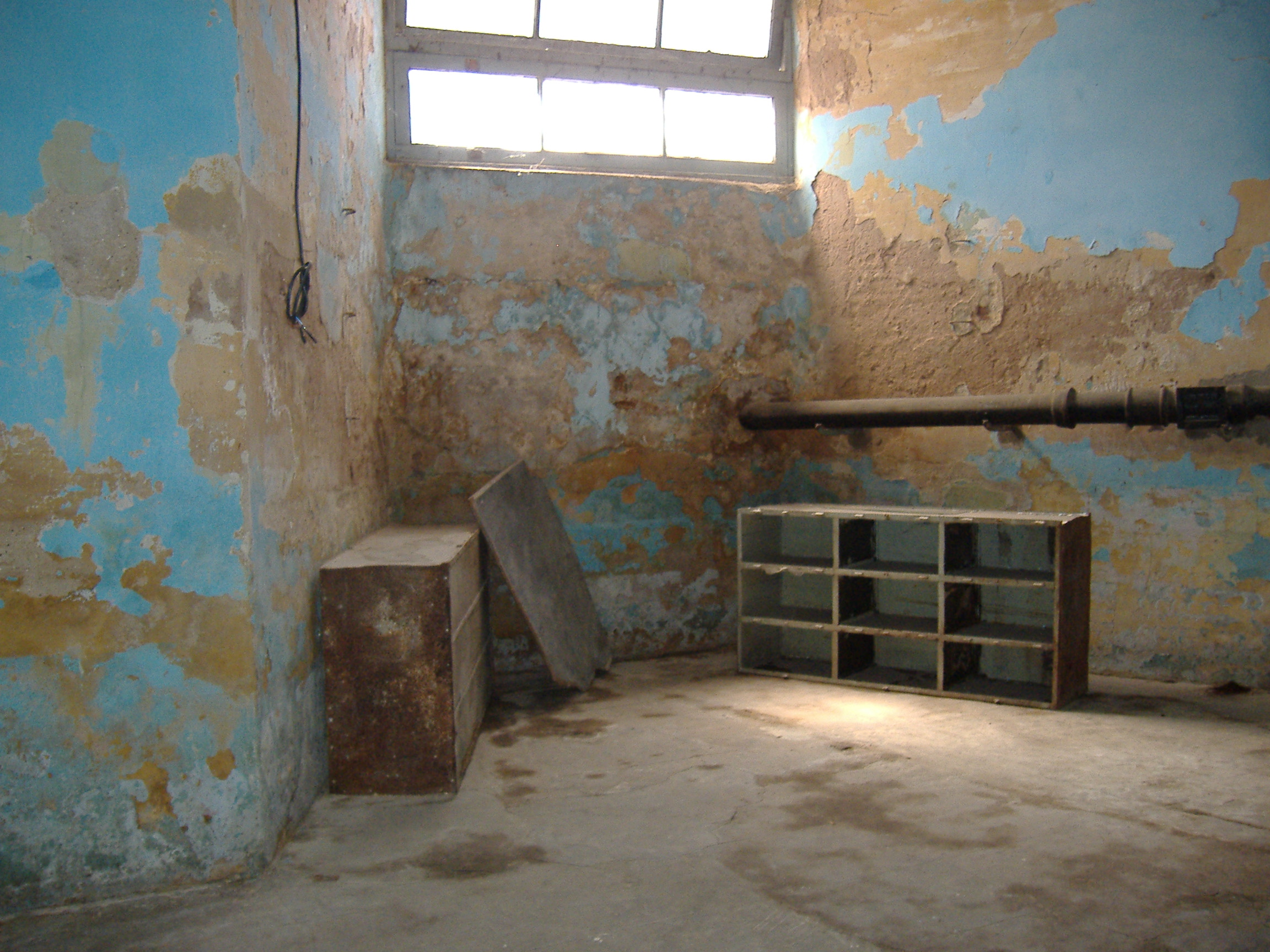
Ana fue torturada en el CCD Servicio de Informaciones, hoy reconvertido en Centro de la Memoria

Tras el allanamiento, la trasladaron en auto al Servicio de Inteligencia. "Lo único que pensaba era que tal vez a mi hijo no lo iba a ver nunca más", dijo. Cuando la bajaron en la Jefatura, supo de inmediato donde estaba, porque meses antes había ido a llevarles comida a sus padres al mismo lugar. "Me tiraron contra la escalera y me dijeron: estás en el infierno". Demoró dos semanas, hasta que la trasladaron al sótano, en saber que su bebé estaba bien.
Después de un mes en el Servicio de Informaciones, a Ana la trasladaron a Devoto, el 15 de noviembre de 1976. Ella recuerda que "a la noche siguiente Feced vino a buscarme para matarme. No se sabe de dónde salió la orden de trasladarme a Devoto, pero Feced se puso muy furioso por mi ausencia". En esa cárcel supo que le habían abierto una causa federal. La defensora oficial era Laura Cosidoy, quien desoyó sus denuncias por torturas. Después, volvieron a llevarla a Rosario, esta vez a la Alcaidía. El 24 de diciembre de 1978 recuperó la libertad, pero debía ir tres veces por semana al mismo lugar donde la habían torturado para "firmar una libretita". A la familia de su esposo la diezmaron.

### Sus represores
Ana tiene la absoluta certeza que José Lofiego participó de su tortura y controlaba sus latidos cardíacos, así como la participación de Mario "el cura" Marcote. Mencionó a Carlos Gómez, al "Sargento", a Telmo Ibarra, a "Kuriaki", a "la Pirincha", a "Kunfito", a "Darío", a "Kung Fu" y a "Tu Sam", que era Carlos Brunato, alguien que se había hecho pasar por integrante de la Unión de Estudiantes Secundarios. También recordó a Caramelo, Carlos Ulpiano Altamirano. Aunque ella no unió todos los apodos con nombres, "Darío" era Julio Héctor Fermoselle, "Kung Fu" era Carlos Martín Ramos, "la Pirincha" era César Peralta.
En las sesiones de tortura "se nombraban entre ellos, se reían, se burlaban, se divertían".

### Las víctimas de Los Surgentes
Ana estaba sentada en la escalera del centro clandestino de detención cuando fue testigo de que se llevaron a las víctimas de la masacre de Los Surgentes, el 17 de octubre. Ella compartió un tiempo con Ana Lía Murgiondo (o la Petisa Carmen, quien rogó a los compañeros presentes que cuidaran a su hija), María Cristina Márquez y Cristina Costanzo. Por allí bajaron a Eduardo Felipe Laus y Oyarzabal, y también escuchó que decían "traigan al turco" por Sergio Jalil. Esa misma noche los asesinaron en la localidad cordobesa.

## Consecuencias
Ana Ferrari al salir en libertad, debió tomar distancia, por lo que se marchó a vivir a Entre Ríos y luego en Buenos Aires. Durante estos años, la persiguieron los recuerdos y pasó muchas noches sin dormir, recordando las torturas, la picana, las quemaduras de cigarrillo. "Me ha costado muchas noches de insomnio donde uno revive muchos momentos de extremo dolor, no sólo físico, sino también de indignidad, de vejación".
Ana Ferrari junto Esteban Mariño y Liliana Gómez son querellantes en la Megacausa Feced, luego llamada Díaz Bessone. En esta causa abierta aún en 2011 hay 91 víctimas y más de 160 testigos.

## Homenajes
Un comando de las Fuerzas Armadas Peronistas llevó el nombre de Gerardo Ferrari.